# Igor Romário de Paula
Igor Romário de Paula, também conhecido por Igor de Paula é um delegado da Polícia Federal regional chefe da unidade de combate ao crime organizado da PF no Paraná, e ex-chefe em Alagoas.

## Biografia
Igor de Paula é desde 2014 coordenador da Operação Lava Jato em Curitiba, e atuou também a frente das investigações do Banestado, da qual a Polícia Federal identificou lavagem de dinheiro superior a dez bilhões de reais.
Em 2015, esteve a frente das investigações junto ao Ministério Público Federal (MPF) e dos indiciamentos contra os empreiteiros Marcelo Odebrecht e Otávio Azevedo, presos na 14º fase da operação.
Em 2017, a Comissão de Ética da Presidência da República enviou à Comissão de Ética do Ministério da Justiça um pedido de investigação protocolado por deputados do PT contra o delegados Igor de Paula, da Polícia Federal.
Em maio de 2017, criticou a redução da equipa da PF da operação Lava Jato. No ano de 2017, segundo o delegado, tem-se 120 procedimentos instaurados na PF em Curitiba. O procurador Carlos Fernando dos Santos Lima, integrante da força-tarefa no MPF, também criticou os cortes na PF.

## Representações na cultura
No cinema, o ator Antonio Calloni fez papel do delegado Ivan, inspirado no delegado Igor de Paula, no filme Polícia Federal: A Lei É para Todos. Igor de Paula, que assistiu o filme na pré-estreia, afirmou que a trama, baseada na Operação Lava Jato, se propôs a focar os trabalhos policiais. "Acho que foi da proposta deles, fazer um filme mais com foco na investigação policial. Acho que se vier um segundo, o papel deles (Ministério Público Federal) tende a ser um papel de destaque. Vai ser um pedaço muito focado em decorrência das colaborações, tende a ser o destaque principal do Ministério Público na próxima". (sic) e que um próximo filme, se vier a ter, será mais focado nos trabalhos de investigação, dos procuradores, e do Ministério Público Federal. Segundo Igor, o filme está mais para documentário, do que para ficção.